# Сидоров, Алексей Семёнович
Алексе́й Семёнович Си́́доров (10 октября 1892, Палевицы, Вологодская губерния — 21 марта 1953) — советский лингвист и этнограф, специалист по языку и культуре коми, один из родоначальников коми научной этнографической школы.

## Биография
Родился в селе Палевицы (ныне — в Сыктывдинском районе Республики Коми). В 1929 стал доцентом Ленинградского пединститута им. Герцена. В 1937 году в рамках кампании по борьбе с национализмом был арестован по 58-я статье УК РСФСР. Провёл в заключении три года. После освобождения работал в Коми научно-исследовательском институте (ныне — Институт языка, литературы и истории Коми научного центра Уральского отделения РАН). В 1945 году в Карело-Финском университете защитил кандидатскую диссертацию «Принадлежностно-указательные личные суффиксы в коми языке». В 1947 году на заседании учёного Совета Института языка и мышления им. Н. Я. Марра АН СССР и Ленинградского отделения Института русского языка АН СССР защитил докторскую диссертацию «Порядок слов в предложении коми языка», изданную в 1953 году в Сыктывкаре. Во время командировки в Москву у него произошёл инсульт. Врачи не смогли спасти автора. Похоронен на Введенском кладбище (21 уч.).

## Основные труды
- Знахарство, колдовство и порча у народа коми. — М.; Л., 1928.
- Проблема отдельного слова в языкознании по материалам коми языка. — Сыктывкар, 1932.
- Коми грамматика. Синтаксис: Шӧр школаын 6-ӧд да 7-ӧд классъяслы велӧдчан отсӧг. — Сыктывкар, 1937. — 139 с.
- Коми письменность эпохи раннего феодализма // Учёные записки ЛГУ. Серия восточных наук. — Л., 1948. — Вып. 2.
- Порядок слов в коми предложении // Советское финно-угроведение. — Ижевск, 1949. — Т. 4. — С. 20-32.
- Некоторые особенности синтаксического строя северного (ижемского) диалекта коми языка // Лингвистический сборник. — Сыктывкар, 1952. — Вып. 2. — С. 68—82.
- Термины родства у коми // Лингвистический сборник. — Сыктывкар, 1952. — Вып. 2. — С. 62—68.
- Порядок слов в предложении коми языка. — Сыктывкар, 1953.
- Новые памятники древнекоми письменности // Вопросы финно-угорского языкознания. — М.—Л., 1962.
- Древнекоми названия месяцев // Советское финно-угроведение. II. — 1966. — № 2. — С. 123—129. (Соавтор — В. И. Лыткин
- Избранные статьи по коми языку / Сост. Г. В. Федюнёва. — Сыктывкар: Коми кн. изд-во, 1992. — 160 с.